# Línea C-5 (Cercanías Valencia)
La línea C-5 de Cercanías Valencia recorre 90 km a lo largo de la Comunidad Valenciana (España) entre las estaciones de Valencia-Norte y Caudiel. Da servicio a Valencia, Puzol, Sagunto, Gilet, Estivella, Algimia de Alfara, Soneja, Segorbe, Navajas, Viver, Jérica y Caudiel.
Del 17 de febrero al 17 de noviembre de 2025, por obras de mejora en la línea convencional Zaragoza-Teruel-Sagunto, el servicio en el tramo Sagunto-Caudiel se encuentra suspendido. Se ha habilitado un plan alternativo de transportes en las estaciones afectadas.

## Recorrido
La línea comienza su recorrido en la estación de Valencia-Norte, desde donde parte hacia el sur por el haz común de líneas hasta separarse del mismo al tomar la línea Valencia-Barcelona del Corredor Mediterráneo. La siguiente estación con parada es Valencia-Fuente San Luis y antes de salir de la ciudad para en la estación de Valencia-Cabañal, en el barrio de Cabañal-Cañamelar de Valencia.

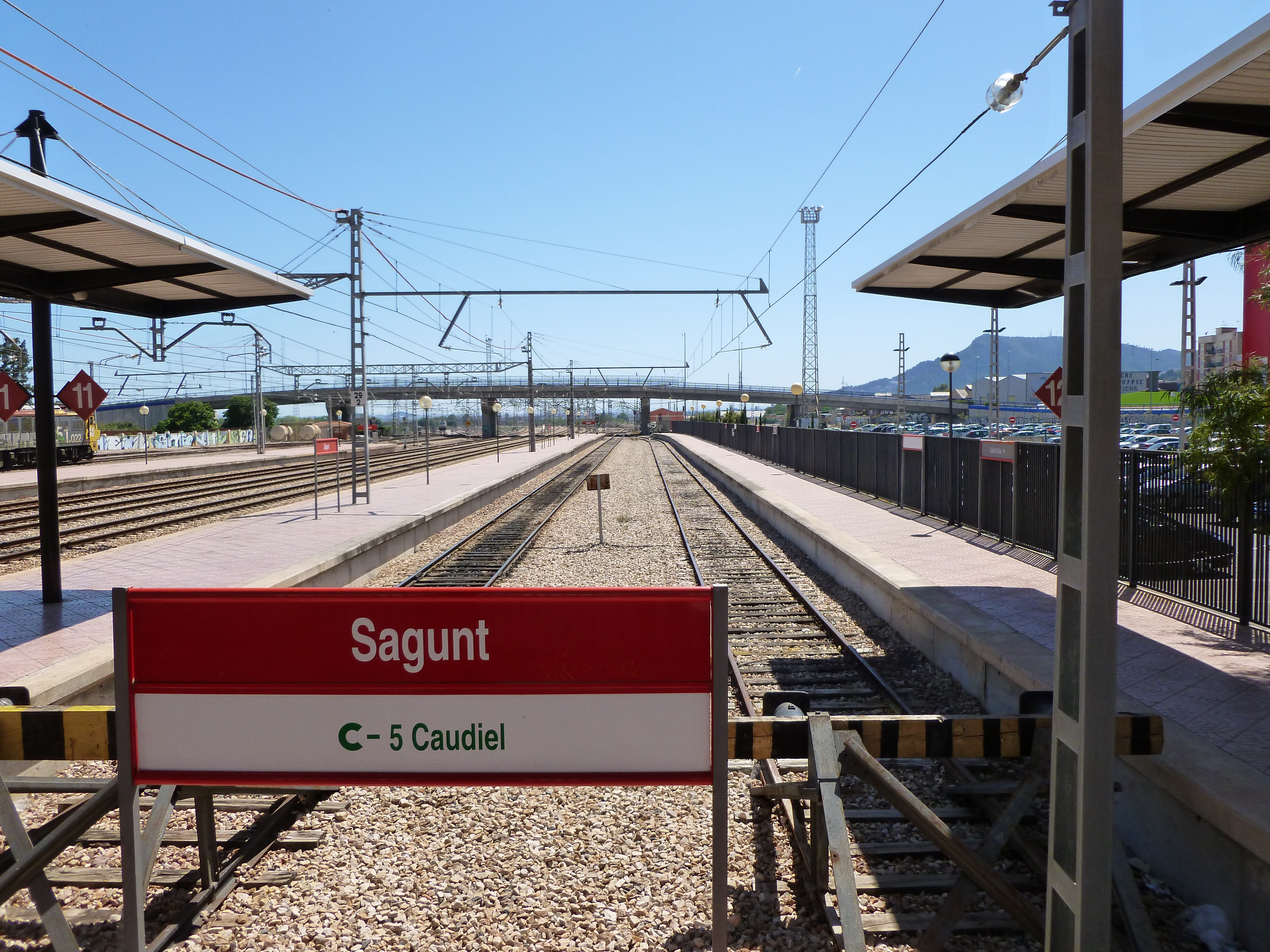
Línea C-5 de Cercanías Valencia en la estación de Sagunto

En su recorrido por esta línea, pasa por varias estaciones sin parar en ellas hasta que llega a Puzol, donde tiene parada, y después a Sagunto. A partir de aquí, la línea de cercanías se dirige por la línea Sagunto-Teruel-Zaragoza, de vía única sin electrificar. Por ella que atraviesa los municipios de Gilet, Estivella, Algimia de Alfara, Soneja, Segorbe (2 estaciones), Navajas, Jérica y Caudiel, donde acaba el recorrido de los trenes de cercanías.

## Servicios y frecuencias
Esta línea es la que menor frecuencia tiene, con un total de 5 trenes diarios en cada sentido. Solo dos de ellos son directos, los otros tres cubren solo el trayecto entre Sagunto y Caudiel, y para cubrir el trayecto entre Valencia y Sagunto es necesario usar un tren de la línea C-6.
Son directos los trenes que parten de Valencia a las 8:55 y 19:25 y los que parten de Caudiel a las 8:55 y 16:15, siendo el tiempo de recorrido de 1 h y media aproximadamente, los otros tres trenes que circulan en cada sentido son trenes Sagunto-Caudiel que tienen establecida oficialmente una correspondencia con uno o dos trenes de la línea C-6 que permiten llegar a una de las estaciones situadas en el tramo Sagunto-Valencia.

## Historia
El origen de la línea se remonta a cuando se puso en funcionamiento el ferrocarril Valencia-Teruel-Calatayud en el año 1898 por parte de la Compañía del Ferrocarril Central de Aragón. El 15 de mayo de 1898 fue puesta en servicio la sección Sagunto-Segorbe, completándose el recorrido el 23 de septiembre de 1902, con la puesta en servicio de los enlaces con la ciudad y puerto de Valencia. Esta línea nació en un clima de máxima competencia entre la citada Compañía del Ferrocarril Central de Aragón y la Sociedad de los Ferrocarriles de Valencia y Aragón por lograr comunicar ferroviariamente Valencia y Teruel. Mientras la primera abrió la línea por Sagunto y Segorbe, la segunda abrió la línea por Manises y Ribarroja del Turia. No obstante nunca pasó de Liria, por lo que esta fue la única línea que consiguió unir Valencia y Teruel.
La línea tenía su inicio (aunque final de kilometraje) en la estación que la compañía poseía en el Paseo de la Alameda de Valencia, en la actual Avenida de Aragón conocida como Valencia-Aragón o Valencia-Alameda desde donde partía hacia el norte. A la altura de lo que hoy es la Avenida de los Naranjos partía un ramal que discurría tras el actual campus de los naranjos de la UV y empalmaba con la línea de la Compañía Norte y permitía a la línea acceder al Puerto de Valencia.
En la línea principal, las estaciones que seguían a la terminal de Valencia son las de Alboraya, Meliana, Albalat dels Sorells, Masamagrell, Puzol, Sagunto, Gilet, Estivella, Algimia de Alfara, Soneja, Segorbe (2 estaciones), Navajas, Jérica, Caudiel, Bejis y Barracas en la Comunidad Valenciana, la línea continuaba hasta Calatayud. 
Se daba el hecho que mientras muchas poblaciones no disponían de comunicación por ferrocarril, otras como Alboraya disponían de 3 líneas (la de vía estrecha a Rafelbuñol, la Central de Aragón en las afueras y la línea de Norte que discurría cerca de la playa de la Patacona). 
Parte de la línea pasó a formar parte de la red de Cercanías Valencia en 1992 con la denominación de C-5.
Hasta 1996 los servicios eran prestados por regionales cedidos al nuevo núcleo de cercanías y la línea contaba ya con las estaciones actuales.
Desde el 30 de octubre hasta el 2 de noviembre de 2024, a consecuencia de las graves inundaciones acontecidas en la provincia de Valencia, el servicio en esta línea fue suspendido.

## Ampliaciones
Está prevista la construcción de un túnel pasante a través de la ciudad de Valencia que permita a las líneas C-5 y C-6 acceder a través del norte de la ciudad con nuevas paradas como Aragón o Tarongers-Universitats.